# De Bornholmske Jernbaner
| De Bornholmske Jernbaner A/S |                     |                                   |                                   |
| Streckennetz der Gesellschaft |                     |                                   |                                   |
| Streckenlänge: | 91 km               |                                   |                                   |
| Spurweite: | 1000 mm (Meterspur) |                                   |                                   |
| |                     |                                   |                                   |
| \| \| 31,2 \| Sandvig \| Sandvig \| \| \| \| \| \| \| \| \| Gaswerk Allinge \| \| \| \| \| Hafen Allinge \| \| \| \| \| Korsbjerg \| \| \| \| 28,9 \| Allinge \| Allinge \| \| \| 27,7 \| Sandkås \| Sandkås \| \| \| 25,0 \| Tejn \| Tejn \| \| \| 23,2 \| Humledal \| Humledal \| \| \| 19,1 \| Rø \| Rø \| \| \| \| Spellingmose \| \| \| \| 14,3 \| Splidsgård \| Splidsgård \| \| \| 12,1 \| Klemensker \| Klemensker \| \| \| 9,7 \| Mæby \| Mæby \| \| \| 7,2 \| Nyker \| Nyker \| \| \| 4,5 \| Blykobbe \| Blykobbe \| \| \| 0,0 \| Rønne H \| Rønne H \| \| \| \| Rønne Havn \| \| \| \| 1,5 \| Rønne Nord \| Rønne Nord \| \| \| \| Abzweig ehem. RNJ \| \| \| \| 2,9 \| Rønne Øst \| Rønne Øst \| \| \| 5,6 \| Robbedale \| Robbedale \| \| \| 8,6 \| Køllergård \| Køllergård \| \| \| 10,2 \| Nylars \| Nylars \| \| \| 11,6 \| Lobbæk \| Lobbæk \| \| \| 13,2 \| Smørenge \| Smørenge \| \| \| 15,0 \| Tvillinggårde \| Tvillinggårde \| \| \| 23,1 \| Gudhjem \| Gudhjem \| \| \| 20,5 \| Stavehøl \| Stavehøl \| \| \| 17,8 \| Østerlars \| Østerlars \| \| \| 13,7 \| Østermarie früher Øster-Marie \| Østermarie früher Øster-Marie \| \| \| 10,7 \| Åløse \| Åløse \| \| \| 6,8 \| Christianshøj früher Kristianshøj \| Christianshøj früher Kristianshøj \| \| \| 5,0 \| Almindingen \| Almindingen \| \| \| \| Vallensgård \| \| \| \| 2,8 \| Skørrebro \| Skørrebro \| \| \| \| Abzweig ehem. AGJ \| \| \| \| 0,017,4 \| Aakirkeby \| Aakirkeby \| \| \| 21,0 \| Ugleenge \| Ugleenge \| \| \| 24,0 \| Langemyre \| Langemyre \| \| \| 26,0 \| Pedersker \| Pedersker \| \| \| 28,7 \| Pilemølle \| Pilemølle \| \| \| 30,8 \| Bodilsker \| Bodilsker \| \| \| \| Kannikegård \| \| \| \| 33,6 \| Balka Strand \| Balka Strand \| \| \| 36,6 \| Nexø \| Nexø \| |                     |                                   |                                   |
| Kopfbahnhof Streckenanfang (Strecke außer Betrieb) | 31,2                | Sandvig                           | Sandvig                           |
| Abzweig geradeaus und nach links (Strecke außer Betrieb) · Strecke von rechts (außer Betrieb) |                     |                                   |                                   |
| Strecke (außer Betrieb) · Abzweig geradeaus und nach links (Strecke außer Betrieb) |                     | Gaswerk Allinge                   | Gaswerk Allinge                   |
| Strecke (außer Betrieb) · Betriebsstelle Streckenende (Strecke außer Betrieb) |                     | Hafen Allinge                     | Hafen Allinge                     |
| Haltepunkt / Haltestelle (Strecke außer Betrieb) |                     | Korsbjerg                         | Korsbjerg                         |
| Bahnhof (Strecke außer Betrieb) | 28,9                | Allinge                           | Allinge                           |
| Haltepunkt / Haltestelle (Strecke außer Betrieb) | 27,7                | Sandkås                           | Sandkås                           |
| Bahnhof (Strecke außer Betrieb) | 25,0                | Tejn                              | Tejn                              |
| Haltepunkt / Haltestelle (Strecke außer Betrieb) | 23,2                | Humledal                          | Humledal                          |
| Bahnhof (Strecke außer Betrieb) | 19,1                | Rø                                | Rø                                |
| Haltepunkt / Haltestelle (Strecke außer Betrieb) |                     | Spellingmose                      | Spellingmose                      |
| Haltepunkt / Haltestelle (Strecke außer Betrieb) | 14,3                | Splidsgård                        | Splidsgård                        |
| Bahnhof (Strecke außer Betrieb) | 12,1                | Klemensker                        | Klemensker                        |
| Haltepunkt / Haltestelle (Strecke außer Betrieb) | 9,7                 | Mæby                              | Mæby                              |
| Bahnhof (Strecke außer Betrieb) | 7,2                 | Nyker                             | Nyker                             |
| Haltepunkt / Haltestelle (Strecke außer Betrieb) | 4,5                 | Blykobbe                          | Blykobbe                          |
| Kopfbahnhof Streckenanfang (Strecke außer Betrieb) · Strecke nach links · Strecke von rechts (außer Betrieb) | 0,0                 | Rønne H                           | Rønne H                           |
| Abzweig geradeaus und nach links (Strecke außer Betrieb) · Betriebs-/Güterbahnhof Streckenende und quer · Strecke (außer Betrieb) |                     | Rønne Havn                        | Rønne Havn                        |
| Bahnhof (Strecke außer Betrieb) · Strecke (außer Betrieb) | 1,5                 | Rønne Nord                        | Rønne Nord                        |
| Abzweig geradeaus und nach links (Strecke außer Betrieb) · Strecke quer · Strecke nach rechts (außer Betrieb) |                     | Abzweig ehem. RNJ                 | Abzweig ehem. RNJ                 |
| Bahnhof (Strecke außer Betrieb) | 2,9                 | Rønne Øst                         | Rønne Øst                         |
| Haltepunkt / Haltestelle (Strecke außer Betrieb) | 5,6                 | Robbedale                         | Robbedale                         |
| Bahnhof (Strecke außer Betrieb) | 8,6                 | Køllergård                        | Køllergård                        |
| Haltepunkt / Haltestelle (Strecke außer Betrieb) | 10,2                | Nylars                            | Nylars                            |
| Bahnhof (Strecke außer Betrieb) | 11,6                | Lobbæk                            | Lobbæk                            |
| Haltepunkt / Haltestelle (Strecke außer Betrieb) | 13,2                | Smørenge                          | Smørenge                          |
| Haltepunkt / Haltestelle (Strecke außer Betrieb) | 15,0                | Tvillinggårde                     | Tvillinggårde                     |
| Strecke (außer Betrieb) · Kopfbahnhof Streckenanfang (Strecke außer Betrieb) | 23,1                | Gudhjem                           | Gudhjem                           |
| Strecke (außer Betrieb) · Haltepunkt / Haltestelle (Strecke außer Betrieb) | 20,5                | Stavehøl                          | Stavehøl                          |
| Strecke (außer Betrieb) · Bahnhof (Strecke außer Betrieb) | 17,8                | Østerlars                         | Østerlars                         |
| Strecke (außer Betrieb) · Bahnhof (Strecke außer Betrieb) | 13,7                | Østermarie früher Øster-Marie     | Østermarie früher Øster-Marie     |
| Strecke (außer Betrieb) · Haltepunkt / Haltestelle (Strecke außer Betrieb) | 10,7                | Åløse                             | Åløse                             |
| Strecke (außer Betrieb) · Haltepunkt / Haltestelle (Strecke außer Betrieb) | 6,8                 | Christianshøj früher Kristianshøj | Christianshøj früher Kristianshøj |
| Strecke (außer Betrieb) · Bahnhof (Strecke außer Betrieb) | 5,0                 | Almindingen                       | Almindingen                       |
| Strecke (außer Betrieb) · Haltepunkt / Haltestelle (Strecke außer Betrieb) |                     | Vallensgård                       | Vallensgård                       |
| Strecke (außer Betrieb) · Haltepunkt / Haltestelle (Strecke außer Betrieb) | 2,8                 | Skørrebro                         | Skørrebro                         |
| Strecke nach links (außer Betrieb) · Abzweig geradeaus und von rechts (Strecke außer Betrieb) |                     | Abzweig ehem. AGJ                 | Abzweig ehem. AGJ                 |
| Bahnhof (Strecke außer Betrieb) | 0,017,4             | Aakirkeby                         | Aakirkeby                         |
| Bahnhof (Strecke außer Betrieb) | 21,0                | Ugleenge                          | Ugleenge                          |
| Haltepunkt / Haltestelle (Strecke außer Betrieb) | 24,0                | Langemyre                         | Langemyre                         |
| Bahnhof (Strecke außer Betrieb) | 26,0                | Pedersker                         | Pedersker                         |
| Bahnhof (Strecke außer Betrieb) | 28,7                | Pilemølle                         | Pilemølle                         |
| Bahnhof (Strecke außer Betrieb) | 30,8                | Bodilsker                         | Bodilsker                         |
| Bahnhof (Strecke außer Betrieb) |                     | Kannikegård                       | Kannikegård                       |
| Haltepunkt / Haltestelle (Strecke außer Betrieb) | 33,6                | Balka Strand                      | Balka Strand                      |
| Kopfbahnhof Streckenende (Strecke außer Betrieb) | 36,6                | Nexø                              | Nexø                              |

De Bornholmske Jernbaner (DBJ) waren der Zusammenschluss dreier Eisenbahngesellschaften auf der dänischen Ostseeinsel Bornholm am 1. April 1934. Die Strecken waren in Meterspur erbaut und wurden wegen der Insellage nie umgespurt. Die Stilllegung der letzten Strecke erfolgte 1968. Auf allen Strecken fand Personen- und Güterverkehr statt. Unabhängig von diesen gab es seit 1877 bei Hasle eine kurze private Strecke der Hasle Klinker- og Chamottestensfabrik, die 120 Jahre lang bestand.
Durch das Eisenbahngesetz vom 8. Mai 1894, mit dem die dänische Regierung ermächtigt wurde, 29 Privatbahnen zu konzessionieren, begann der Bau von Eisenbahnen auf Bornholm. Die Streckenabschnitte von Rønne über Klemensker und Rø nach Allinge und von Almindingen über Østermarie nach Gudhjem wurden aber erst mit dem Eisenbahngesetz vom 27. Mai 1908 festgelegt.
Der Bau der Strecken trug zur Entwicklung der Insel bei, etwa in Aakirkeby, der einzigen Bornholmer Stadt im Landesinneren.

## Geschichte

### Eisenbahnbetrieb

#### Rønne-Nexø Jernbane
Die älteste der Gesellschaften, Rønne-Nexø Jernbane (RNJ), betrieb die 36,6 Kilometer lange Strecke von der Hauptstadt Rønne zur östlich gelegenen Hafenstadt Nexø (Rønne-Nexø-Bahn, RNJ). Diese wurde im Dezember 1900 bis zum späteren Abzweigbahnhof Aakirkeby eröffnet und hatte am längsten Bestand.
Ferner wurde von Aakirkeby aus eine 5,1 Kilometer lange Stichstrecke zum Steinbruch bei Almindingen gebaut, die ab 31. Mai 1901 im Streckenbestand war. (Beide Bahnstrecken sind in der Karte von Bornholm um 1900 dargestellt.)

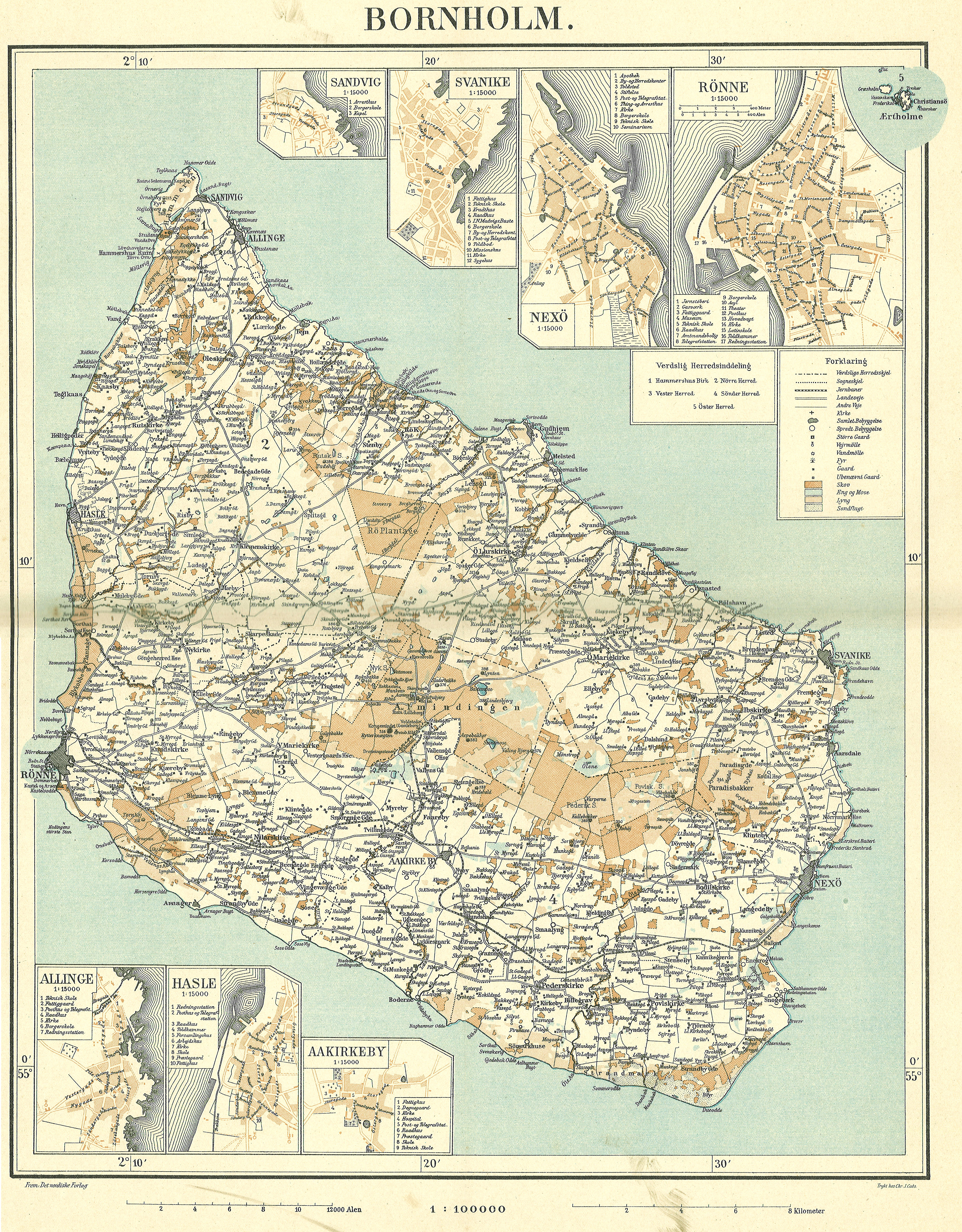
Bornholm um 1900
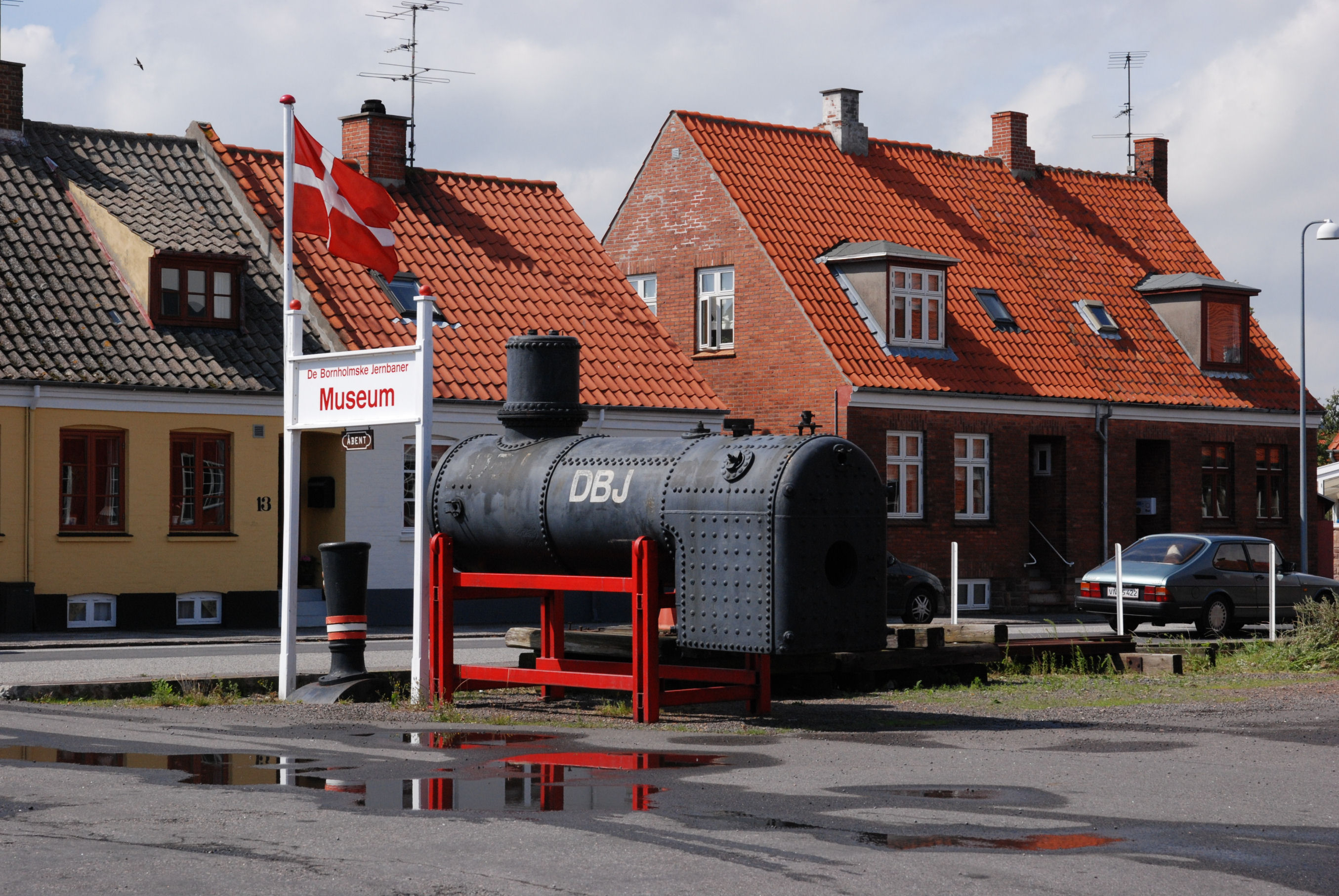
DBJ-Museum in Nexø
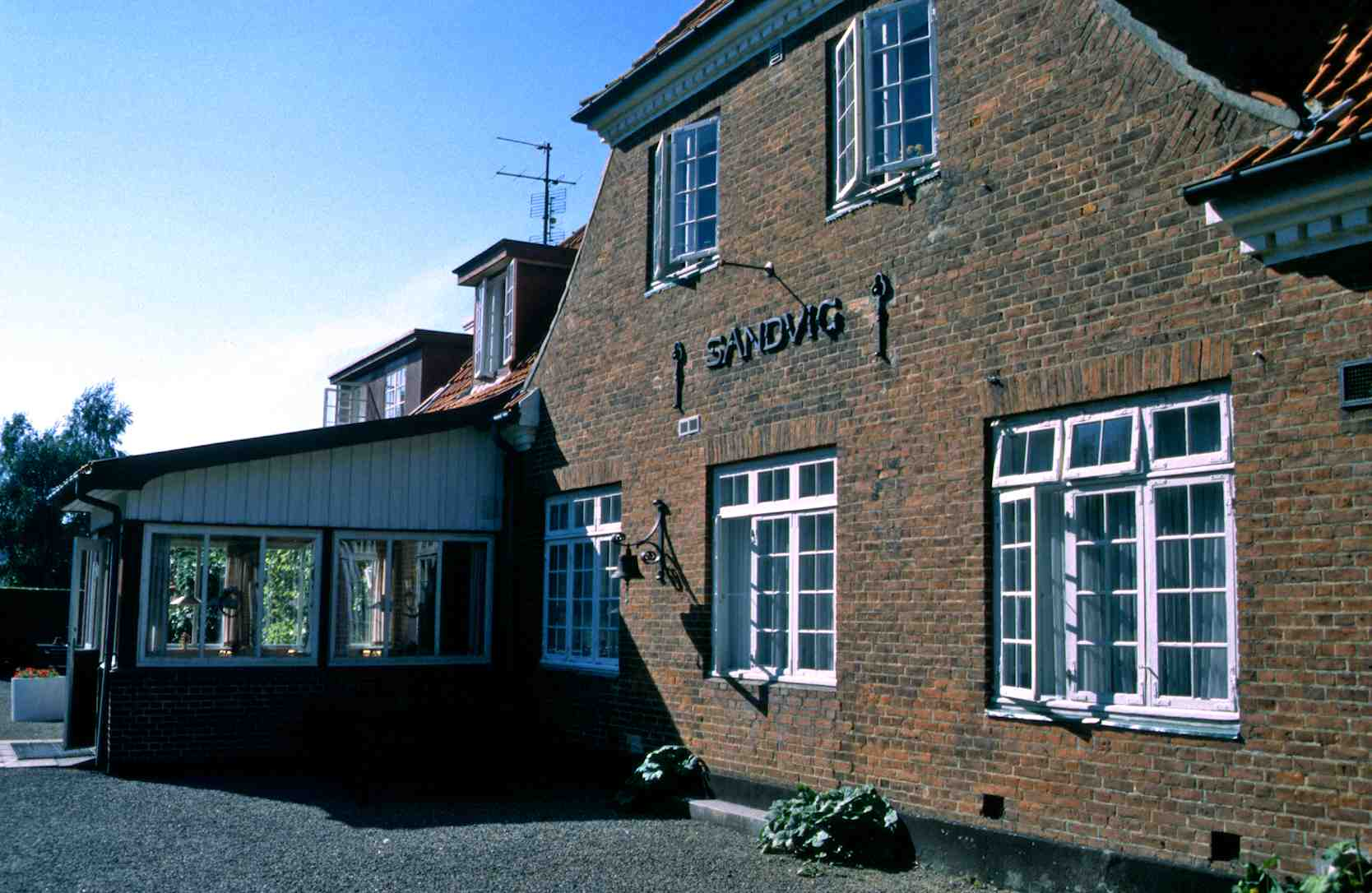
Bahnhof Sandvig

#### Rønne-Allinge Jernbaneselskab
Die zweite, 31,2 Kilometer lange, von der Rønne-Allinge Jernbaneselskab (RAJ) errichtete Strecke ging am 6. Mai 1913 in Betrieb und bediente von Rønne aus den nördlichen Inselteil über Rø nach Allinge und Sandvig. Sie wurde von der 1908 gegründeten Rønne-Allinge Jernbaneselskab A/S errichtet. Bei Madseløkke zwischen Allinge und Sandvig zweigte eine Strecke zum Allinger Hafen ab.

#### Alminding-Gudhjem Jernbaneselskab
Die dritte Strecke wurde von der Gesellschaft Alminding-Gudhjem Jernbaneselskab (AGJ) errichtet. Sie war die Verlängerung der Stichbahn nach Almindingen, hatte eine Länge von 18,1 Kilometern und führte zur Hafenstadt Gudhjem über Østermarie und Østerlars. Sie ging am 27. Juni 1916 in Betrieb. (Ein Abschnitt der Bahntrasse von Østerlars in Richtung Gudhjem, bis zum Wasserfall der Kobbeå existiert noch als ein gut erhaltener Rad- und Wanderweg.)
Vom Bahnhof in Rønne gab es außerdem eine Stichstrecke zum Hafen.
Eisenbahn-Betriebsdaten:
| Jahr    | Strecke                                         | Entfernung / Fahrzeit | Fahrgastzahl     | Fracht (Tonnen) | Personal |
| ------- | ----------------------------------------------- | --------------------- | ---------------- | --------------- | -------- |
| 1900    | Rønne–Nexø                                      | 37 km / 2 Std.        | 150.000/Jahr     | 35.000 (1)      | 37       |
| 1901/02 |                                                 |                       | 328/Tag          |                 |          |
| 1913    | Rønne–Sandvig                                   | 31,2 km               | 142.400/Jahr (2) | 12.000          | 39       |
| 1914    |                                                 |                       | 424/Tag          |                 |          |
| 1929    | Alle Strecken                                   |                       | 100.000/Jahr     |                 |          |
| 1930    | Einsatz von Motorloks (3)                       |                       |                  |                 |          |
| 1934    | Zusammenschluss der drei Gesellschaften zur DBJ |                       |                  |                 |          |
| 1940    | Alle Strecken                                   |                       | 120.000/Jahr     |                 |          |
| 1946/47 | Rønne–Nexø                                      |                       | 1.693/Tag (4)    | 70.000          |          |
| 1952    | Almindingen–Gudhjem stillgelegt                 |                       |                  |                 |          |
| 1953    | Rønne–Sandvig stillgelegt                       |                       |                  |                 |          |
| 1968    | Rønne–Nexø                                      |                       | 900/Tag          |                 |          |

(1) Anteilig 17.000 Schweine
(2) Die meisten sind deutsche Touristen
(3) Bisher Einsatz von Dampfloks
(4) Anteilig deutsche und russische Soldaten

### Ende des Bahnbetriebs
Wie bei vielen Privateisenbahnen führte bei den DBJ die Konkurrenz des Automobilverkehrs dazu, dass die Auslastung der Bahn immer schlechter wurde. Die zuletzt gebaute Strecke nach Gudhjem war die erste, die wieder stillgelegt wurde (18. August 1952). Die Stilllegung der Strecke nach Allinge-Sandvig erfolgte am 15. September 1953.
Der Betrieb auf der Strecke nach Nexø wurde vorerst weitergeführt. Mitte der 1960er Jahre gab es wegen des schlechten Zustandes der Schienenfahrzeuge erste Überlegungen, diese Strecke stillzulegen. Auf einer Generalversammlung im Februar 1968 wurde die Einstellung des planmäßigen Bahnbetriebs für Ende September desselben Jahres beschlossen. Der letzte planmäßige Zug fuhr am 28. September 1968 von Rønne nach Nexø (siehe) und verkehrte am Folgetag um 0:15 Uhr als Sonderzug zurück nach Rønne.

## DBJ Museum
Das „DBJ Museum“ im Hafen von Nexø befindet sich in einem Gebäude, das bis 2003 zur Nexø Bootsbauerei gehörte. Das Bahnhofsgebäude von Nexø wurde 1973 abgerissen. Das Museum vermittelt mit der Ausstellung Zug auf Bornholm einen Einblick in die Eisenbahngeschichte Bornholms. Unter anderem ist der Postwagen DBJ No. 26 zu sehen.
Im zeitlicher Nähe zum Kauf einer Diesellokomotive vom Typ der BJ No. 5 im Jahr 1994 gab es auf der Insel Bestrebungen, einen Teil der Strecke wiederherzustellen. Vorgeschlagen wurde, das durch das Klippental von Kleven führende Teilstück von Klemensker nach Rø wiederaufzubauen. Dieser Abschnitt galt angeblich als schönste Eisenbahnstrecke Dänemarks.

## Bahnhöfe
Ein Teil der Bahnhöfe und Betriebsgebäude ist noch vorhanden. Die Bahntrassen sind zum Teil noch sichtbar. Streckenweise werden sie als Fahrradwege genutzt. Der „Zentral“-Bahnhof in Rønne ist nun das Restaurant Perronen, deutsch „Der Bahnsteig“, das Depot in Rønne wird vom Busunternehmen BAT als Wagenhalle genutzt. Ferner stehen noch die Empfangsgebäude von Rønne-Øst, Christianshøj (Almindingen), Østermarie (jeweils in Privatbesitz), Østerlars (Østerlars Friskole) und Gudhjem (Gudhjem Museum).
Das Bahnhofsgebäude in Allinge wird vom Katastrophenschutz genutzt; das Gebäude in Sandvig dient als Pension („Pension Langebjerg“). Die Bahnhofsgebäude von der Strecke nach Gudhjem stammen von Kay Fisker (1893–1965).

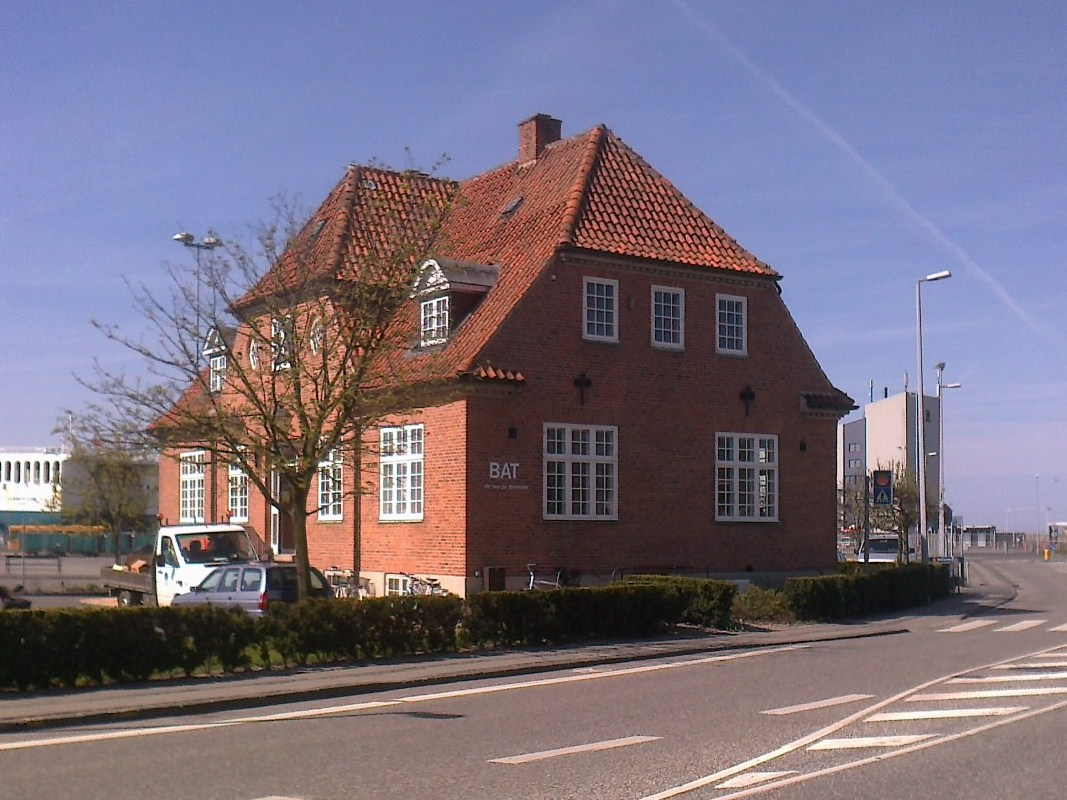
Verwaltung der DBJ, heute Verwaltung der Busgesellschaft BAT
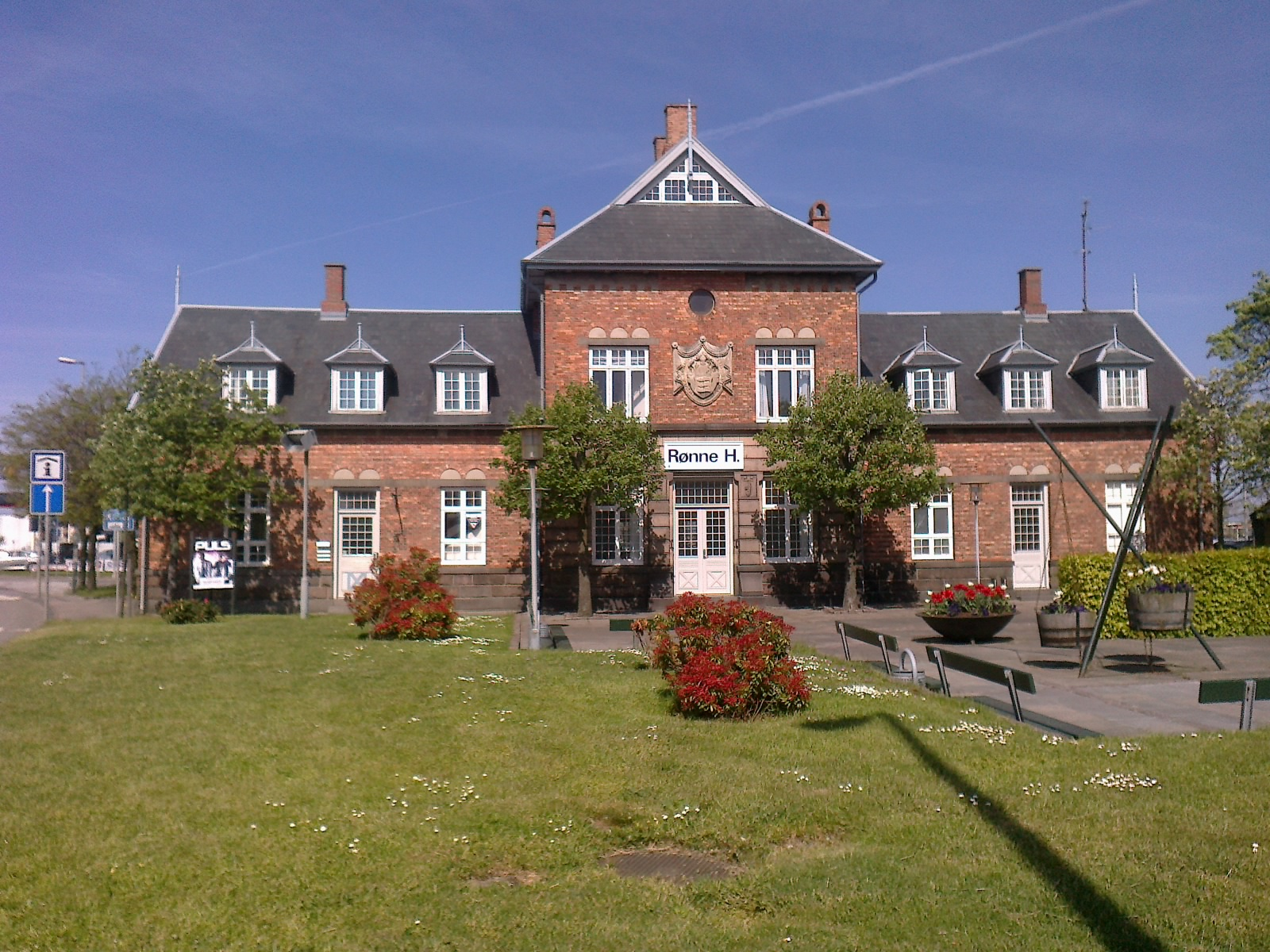
Zentral-Bahnhof Rønne
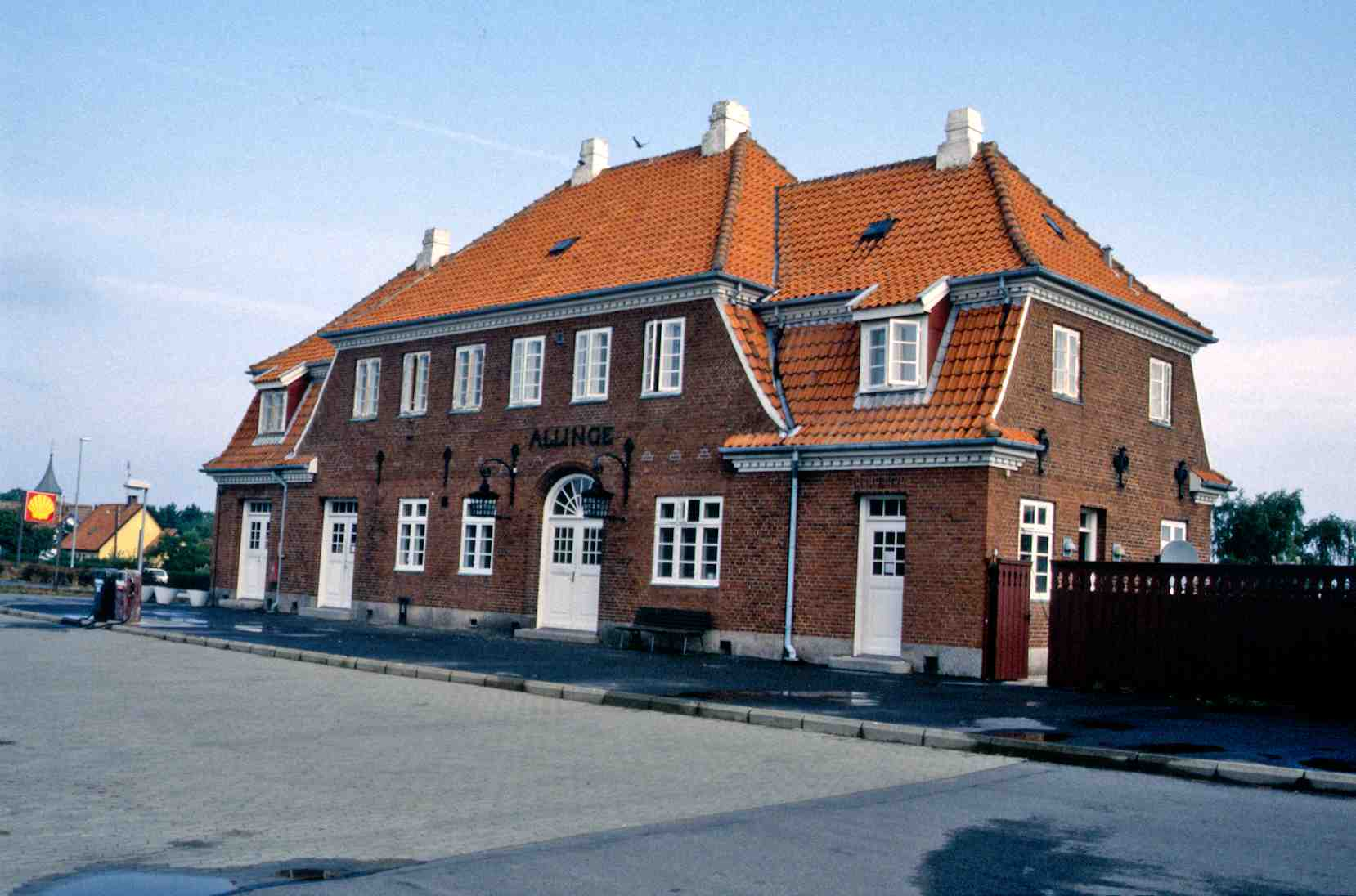
Bahnhof Allinge
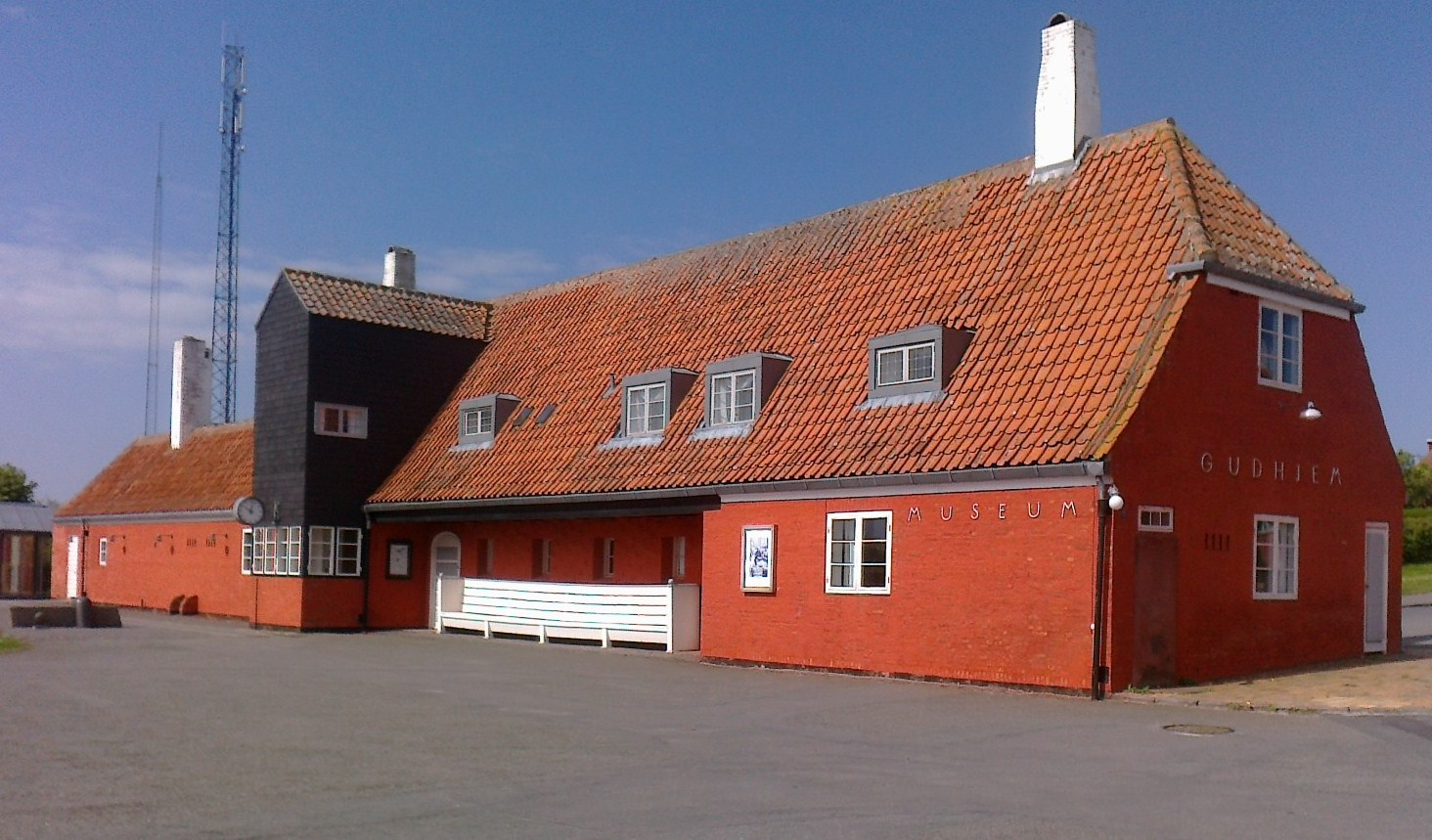
Bahnhof Gudhjem
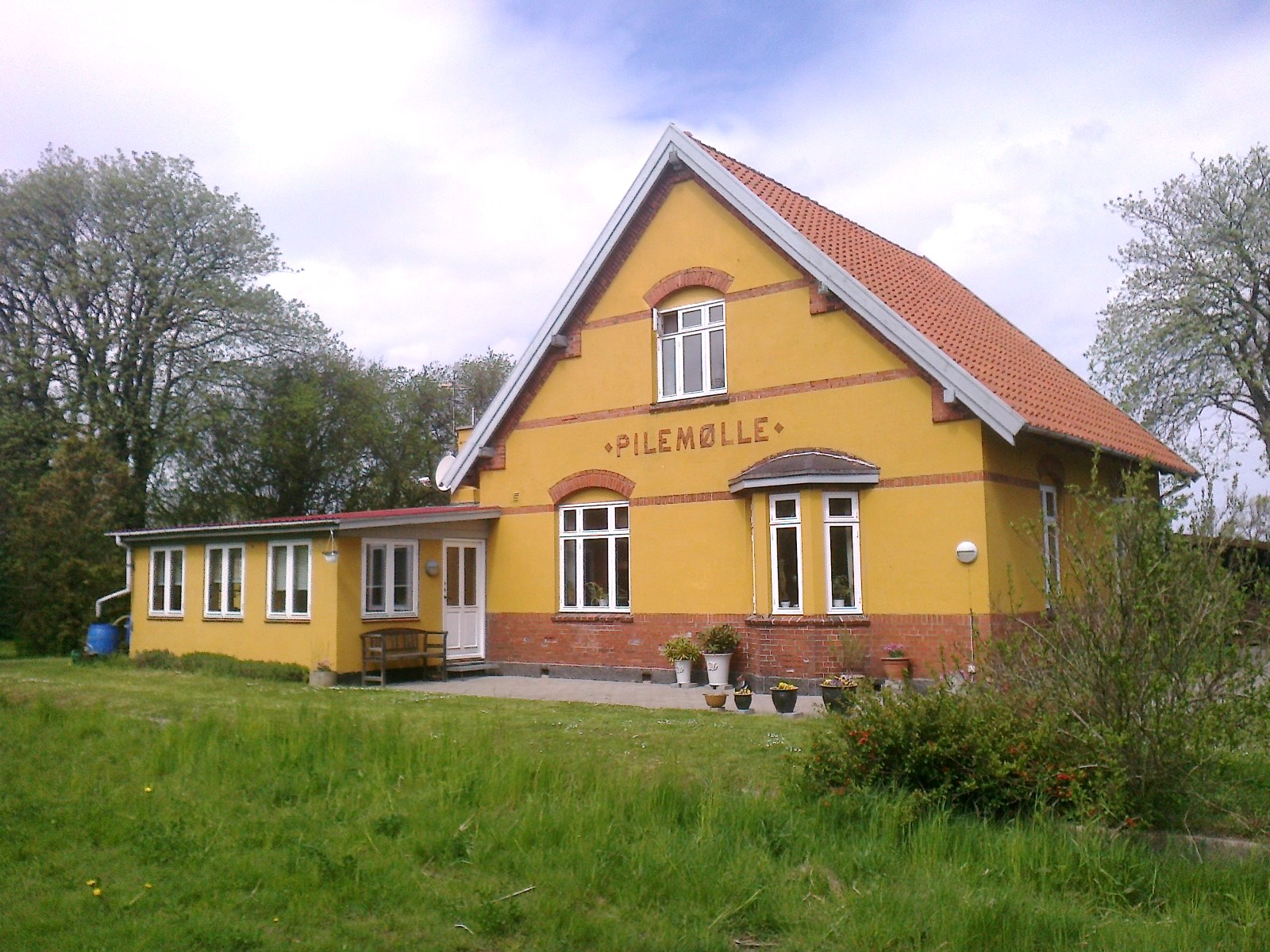
Bahnhof Pilemølle